# 高雄市立仁武高級中學
高雄市立仁武高級中學（英語：Kaohsiung Municipal Renwu Senior High School，簡寫：RWHS），中文簡稱仁中，位於高雄市仁武區。前身為高雄縣立仁武國民中學，1998年改制為高雄縣立仁武高級中學，2011年因應高雄縣市合併改制為高雄市立仁武高級中學。

## 歷史

### 校史沿革
- 1963年6月，臺灣省政府教育廳設立「高雄縣立鳳山初級中學仁武分部」，同年七月初招收新生二班。
- 1963年8月，擇定仁武鄉竹子門水管路附近為校址。
- 1967年9月，獨立設校，改制為「高雄縣立仁武初級中學」。
- 1968年，政府全面實施九年國民教育，改名為「高雄縣立仁武國民中學」。
- 1991年10月28日，喬遷新校區。
- 1998年8月，改制成完全中學，改制為「高雄縣立仁武中學」，並設置體育班初期計有籃球、田徑、羽球等三項運動種類。
- 2001年，改名為「高雄縣立仁武高級中學」。
- 2008年10月1日，與美國Center line high school、Northwestern high school、Western middle school等三校締結姐妹校。
- 2010年12月25日，高雄縣市合併，改隸為「高雄市立仁武高級中學」。

### 歷任校長
- 第一任：陳文政（1967年－1970年）
- 第二任：謝雄飛（1970年－1975年）
- 第三任：鄭松炎（1975年－1980年）
- 第四任：陳振邦（1980年－1988年）
- 第五任：陳公權（1988年－1990年）
- 第六任：李耀春（1990年－1996年）
- 第七任：王黃隆（1996年－1998年）
- 第八任：龔乾源（1998年－2008年）
- 第九任：李麗華（2008年－2011年）
- 第十任：陳進元（2011年－2019）
- 第十一任：江春仁（2019年－2021年）
- 第十二任：余忠潔（2021年－2024年）

## 校訓
忠、誠、勤、樸

## 外部連結
- 高雄市立仁武中學全球資訊網 （页面存档备份，存于）
- 話題仁武Topic RWHS 2.0 （页面存档备份，存于）
- 高雄市立仁武高中體育社群 （页面存档备份，存于）
- 仁武高中攝影社 （页面存档备份，存于）